# 김봉근 (배우)
김봉근(1942년 11월 20일 ~ )은 대한민국의 배우, 성우이다.

## 생애
1960년 연극배우 첫 데뷔하였고 1964년 TBC 동양방송 공채 2기 성우 입사(그 당시 성우 동기 이주실)하였으며 이듬해 1965년 CBS 기독교방송 라디오 공채 7기 성우 이적(그 당시 성우 동기 박윤아)하였고 그로부터 1년 후 1966년 DBS 동아방송 라디오 3기 성우 재차 이적(그 당시 성우 동기로 김진동, 이도련, 백찬기)하여 연극배우 겸 성우 활동을 하다가 1979년 1월 8일, KBS 한국방송공사 공채 6기 탤런트 정식 데뷔하였으며 1984년 영화 《가고파》의 단역 출연을 통하여 영화배우 데뷔하였다. 또한 그는 MBC 문화방송 드라마 제4공화국과 제5공화국과 KBS1TV 다큐멘터리 극장 유신시대편에서 박정희 정권 경호실장을 역임한 박종규 역할을 배역했다.

## 출연작

### 연극
- 《세종대왕》 ... 완원부원군 이양우 역(단역)

### 텔레비전 드라마
- 《그 여름의 이틀》(KBS)
- 《불타는 바다》(KBS)
- 《가시고기》(KBS)
- 《적도전선》(KBS)
- 《초혼가》(KBS)
- 《환멸을 찾아서》(KBS)
- 《TV 손자병법》(KBS)
- 《땅에서도 이루어지소서》(KBS)
- 《한씨 연대기》(KBS)
- 《사랑의 굴레》 (KBS)
- 《무풍지대》(KBS)
- 《역사는 흐른다》(KBS)
- 《구리반지》(KBS)
- 《꽃 피고 새 울면》(KBS)
- 《그대 아직도 꿈꾸고 있는가》 (KBS)
- 《맥랑시대》(KBS)
- 《내일은 사랑》(KBS)
- 《한명회》(KBS)
- 《당신이 그리워질 때》(KBS)
- 《역사의 라이벌》(KBS)
- 《장녹수》(KBS)
- 《내 사랑 유미》(KBS)
- 《원지동 블루스》(KBS)
- 《목욕탕집 남자들》(KBS)
- 《찬란한 여명》(KBS)
- 《정 때문에》(KBS)
- 《파랑새는 있다》(KBS)
- 《용의 눈물》(KBS)
- 《왕과 비》(KBS)
- 《태조 왕건》(KBS)
- 《명성황후》(KBS)
- 《부부클리닉 사랑과 전쟁》(KBS)
- 《무인시대》(KBS)
- 《여명의 눈동자》(MBC)
- 《제3공화국》(MBC) - 동아일보 정치부 기자 민주공화당 국회의원 이만섭 역
- 《다큐멘터리 극장》 (KBS1TV) - 대통령경호실장 민주공화당 국회의원 박종규 역
- 《제4공화국》(MBC) - 대통령경호실장 민주공화당 국회의원 박종규 역
- 《영웅시대》(MBC)
- 《제5공화국》(MBC) - 대통령경호실장 민주공화당 국회의원 박종규 역
- 《도깨비가 간다》(SBS)
- 《코리아게이트》(SBS)
- 《꿈의 궁전》(SBS)
- 《삼김시대》(SBS)
- 《승부사》(SBS)
- 《언제나 푸른 마음》(EBS)
- 《역사탐구 과거와의 대화》(EBS)
- 《무자식 상팔자》(JTBC)

### 영화
- 《가고파》
- 《시비시비》
- 《사랑해, 말순씨》
- 《집행자》
- 《인어 공주》 - 아버지 김진국 역
- 《해로》
- 《나를 잊지 말아요》 - 노인 역

### 라디오 프로그램
- 2015년 EBS FM 《EBS 책 읽는 라디오 낭독 시리즈》